# 밀리스 (사르데냐)
밀리스(Milis)는 사르데냐어로 미리스(Miris) 또는 밀리스(Milis)라고 불리며, 이탈리아의 사르데냐 주 오리스타노도에 있는 코무네이다. 칼리아리에서 북서쪽으로 약 100 킬로미터 (62 mi) 떨어져 있고, 오리스타노에서 북쪽으로 약 15 킬로미터 (9 mi) 떨어져 있다. 2004년 12월 31일 기준으로 인구는 1,704명이며 면적은 18.7 제곱킬로미터 (7.2 mi2)이다.
밀리스는 다음 지자체들과 경계를 이룬다: 나르볼리아, 바울라두, 보나르카도, 산베로밀리스, 세네게, 트라마차.